# وانگ چن (بازیکن تنیس روی میز)
وانگ چن (انگلیسی: Wang Chen؛ زادهٔ ۱۷ ژانویهٔ ۱۹۷۴) یک بازیکن تنیس روی میز اهل ایالات متحده آمریکا است.